# IC 1374
IC 1374 је спирална галаксија у сазвјежђу Водолија која се налази на листи објеката дубоког неба у Индекс каталогу.
Деклинација објекта је + 1° 42' 49" а ректасцензија 21h 21m 2,6s. Привидна величина (магнитуда) објекта IC 1374 износи 15,1 а фотографска магнитуда 15,9. IC 1374 је још познат и под ознакама CGCG 375-31, KARA 908, NPM1G +01.0518, PGC 66605.